# موتور گرگی
موتور گرگی روستایی در دهستان چشمه زیارت، بخش مرکزی شهرستان زاهدان استان سیستان و بلوچستان ایران است.

## جمعیت
بر پایه سرشماری عمومی نفوس و مسکن در سال ۱۳۹۵ جمعیت این روستا ۳۹ نفر (۸خانوار) بوده‌است.